# مارتین آوتیسیان
مارتین آبراهامی آوتیسیان (ارمنی: Մարտին Աբրահամի Ավետիսյան؛ زاده ۱۳ آوریل ۱۹۲۵ - درگذشته ۲۶ ژوئن ۱۹۹۴) کارگردان فیلم، بازیگر و کارگردان تئاتر اهل ارمنستان بود.

## زندگی‌نامه
وی در ۱۳ آوریل ۱۹۲۵ در ایروان در به دنیا آمد و از Երևանի պետական գեղարվեստաթատերական ինստիտուտ فارغ‌التحصیل گشت. وی همچنین برنده جوایزی همچون چهره هنری شایسته ارمنستان شوروی شد. وی در ۲۶ ژوئن ۱۹۹۴  در سن ۶۹ سالگی در ایروان درگذشت.